# Celluloseester

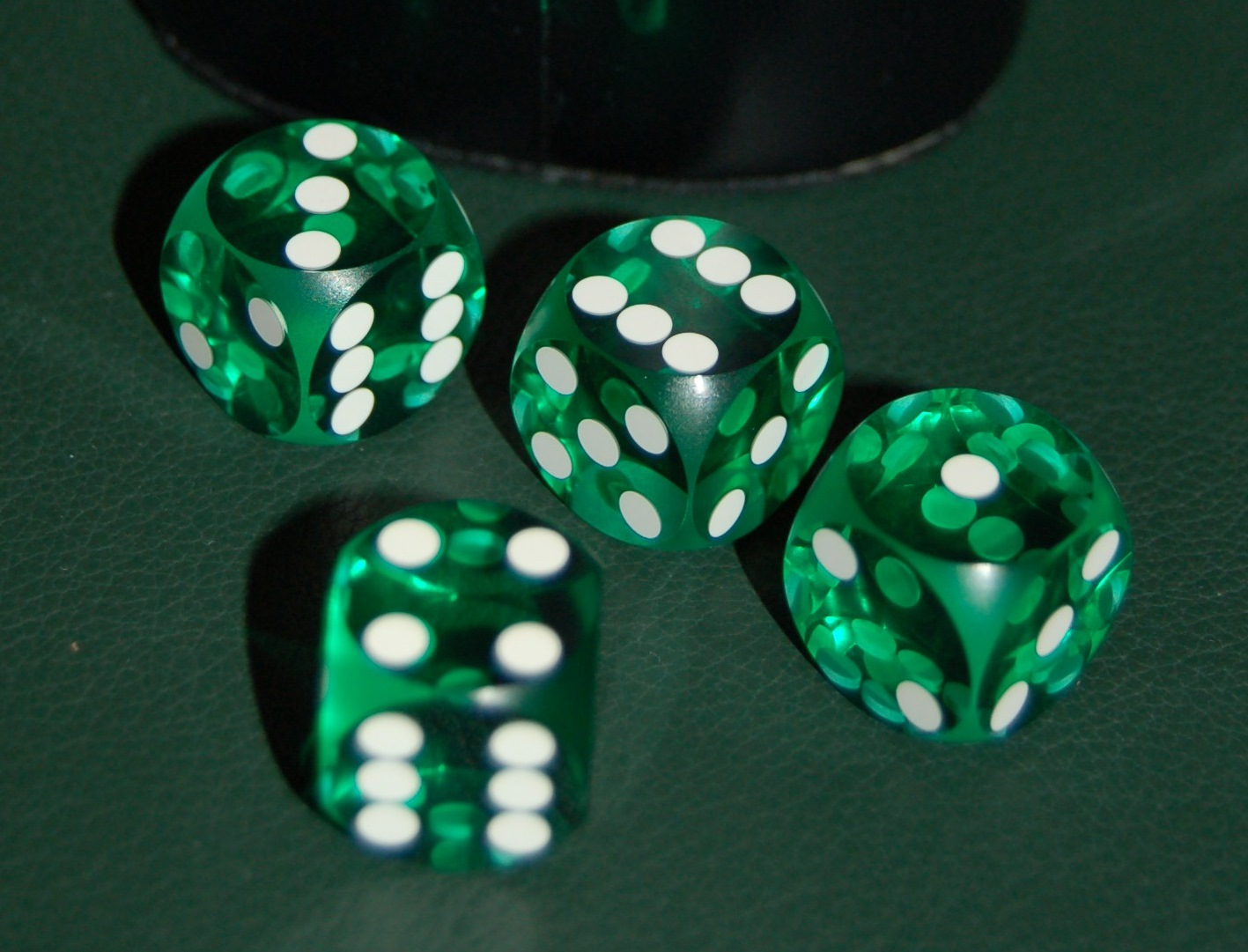
Transparente Würfel aus Celluloseacetat.

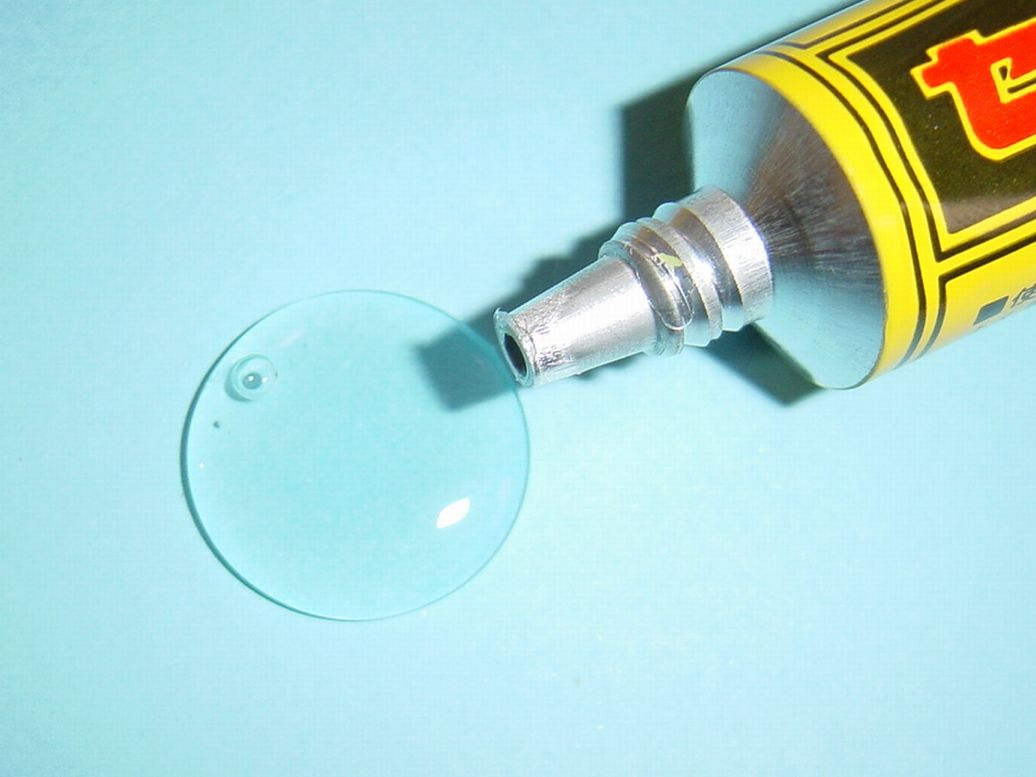
Kleber auf Cellulosenitratbasis

Celluloseester sind Derivate der Cellulose, die durch Veresterung der Hydroxygruppen mit Säuren entstehen. Durch die Veränderung der funktionellen Gruppen im Molekül ist es möglich, die Eigenschaften der Cellulose zu verändern. Die Cellulose hierfür wird in einem thermokatalytischen Verfahren aus Holz gewonnen. Technisch bedeutsam sind heute insbesondere die Cellulosenitrate und Celluloseacetate.
Historisch begann das Zeitalter der Kunststoffe, damals noch in Form veränderter Naturprodukte, mit Cellulosenitrat. Cellulosenitrat als das älteste technische Cellulosederivat stellt die Grundlage von Celluloid dar, das durch Verkneten dieses Cellulosederivats mit Campher als Weichmacher und Ethanol hergestellt wurde.

## Eigenschaften
Durch die Derivatisierung von Cellulose kann man Produkte erzeugen, die völlig andere Eigenschaften haben als das Ausgangsprodukt. Eine wichtige Eigenschaft ist die Löslichkeit in organischen Lösungsmitteln. Diese hängt stark vom Grad der Veresterung (wie viele Hydroxygruppen verestert werden) ab. Auch andere Eigenschaften der Celluloseester sind abhängig von der Art der Substituenten, der Anzahl der substituierten Hydroxygruppen und deren Verteilung.
Ein wesentlicher Unterschied zwischen Cellulosenitraten und Celluloseacetaten ist, dass Cellulosenitrate zur Selbstentzündung und Explosion neigen und ohne weitere Zufuhr von Sauerstoff verbrennen, die Celluloseacetate hingegen schwer entflammbar sind.

## Herstellung
Die Cellulose wird durch Schreddern und Mahlen mechanisch aufgeschlossen und danach mit Säure (Salpetersäure oder Essigsäure) versetzt, ggf. unter Katalyse von Schwefelsäure oder anderen Katalysatoren. Der Grad der Veresterung wird u. a. durch die Konzentration der Säure bestimmt.

## Anwendung
Celluloseacetate werden in Form von Fasern, Folien, Granulaten oder Lösungen verarbeitet. Typische Anwendungsgebiete sind Textilien, Zigarettenfilter, Lacke und technische Kunststoffe. Ein großer Teil der Cellulosenitrate wird für die Herstellung von Explosivstoffen verwendet. Darüber hinaus werden sie für Lacke und Membranen verwendet und in Spezialprodukten wie Kämmen oder Haarschmuck verwendet.

## Wirtschaftliche Bedeutung
Der Markt für Cellulosederivate (Cellulosester und Celluloseether) wird in Deutschland auf über 100.000 t geschätzt. Heute sind die wichtigsten Märkte für Cellulosenitrat die Explosivstoffe und für Celluloseacetat die Zigarettenfilter. Als innovative Biowerkstoffe gewinnen Celluloseester in unterschiedlichen Anwendungen zunehmend an Bedeutung.